# تفسیر بغوی
تفسیر بغوی که همچنین به نام معالم التنزیل نیز شناخته می‌شود، نام کتاب تفسیر اهل سنت نگاشته شده توسط عالم ایرانی حسین بن مسعود بغوی است. این کتاب خلاصه ای از تفسیر الکشف و البیان عن تفسیر القرآن ابواسحاق احمد ثعلبی می‌باشد. این کتاب در ۴ جلد موجود می‌باشد.